# Rune Strutz

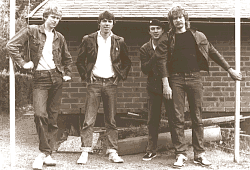
Rune Strutz

Rune Strutz är ett svenskt punkband från Uppsala som var aktivt mellan 1976 och 1983. Bandet nådde framgångar med bland annat "Bracka från Gottsunda" och "Å Knugen". Sedan 2022 är gruppen återigen aktiv.

## Historia
Gruppen bildades vintern 1976-1977 av Roffe Björnevad och Animor Dobrovich som var starkt inspirerade av grupper som Ramones, Richard Hell and the Voidoids, New York Dolls och liknande band. Idén var att göra en svensk variant av det hela, att para ihop det med Gudibrallan som kategoriserades som ett proggband men som aldrig var rumsrent i de kretsarna. Senare påverkades Rune Strutz även av den brittiska scenen med Buzzcocks och Wire. Målet var enkel, energiladdad musik med svenska texter framförd med hjälp av enkel utrustning i små lokaler. Oberoende var ett nyckelord.
Namnet kommer från telefonkatalogen där det fanns en musiker kallad Otto W. Strutz, och som använde artistnamnet Jim Basso. Eftersom ingen annan musiker heller använde detta efternamn ansågs det vara ett passande namnval för gruppen.

## Övrigt
Musikforum Brinner - Rune Strutz första 7" EP från 1978 är idag sällsynt och ett attraktivt samlarobjekt.

## Medlemmar
- Animor Dobrovich - sång, gitarr
- Rolf "Solo" Björnevad - gitarr
- Peter Wengelin - trummor
- Hasse Sjöqvist - trummor
- Sven-Ove Wånö - bas
- Björn Andersson - bas
- Lars Dahlström - trummor, bas

## Diskografi
- Musikforum Brinner (Mjäll rekords, pop001, 1978) (Digital release 2021)
- 018/Tio Grupper (Bracka från Gottsunda, Mobbad runt) (Samlingsalbum, Love Records, SSLP07, 1980)
- Shahen av Iran och hans eunucker (Bootleg-kassett, 1980)
- Orange kassett (Mjäll rekords, MJS 002, 1981)
- Svart Plåster (Mjäll rekords, MJK 004, 1981)
- Hetta! (Mjäll rekords, MJK 006, 1982)
- Vidijo (Mjäll rekords, MVH 821, 1982  )
- Tala för mej (Mjäll rekords, MJS 006, 1983)
- Killed by death no. 666 (Å Knugen) (Samlingsalbum, Redrum records, 1998)
- Vägra Raggarna Benzin vol 1 (Bracka från Gottsunda) (Samlingsalbum, Massproduktion, MASS CD-75, 1998)
- Dynamit (Slyngel Rekords, SLYNGEL025, 2021) (Mjäll rekords digital release 2021)
- 1976-1981 (Mjäll rekords MJKA213, digital release 2021)